# Crepúsculos (livro)
Crepúsculos é o único livro da poetisa brasileira Amália dos Passos Figueiroa, publicado originalmente em 1872, seis anos antes da morte da autora. Prefaciada por Apolinário Porto-Alegre, a obra possui versos inspirados na tristeza, na morte e no amor desprezado, enquadrando-se com perfeição no movimento romântico.

## Poemas
Os quarenta e cinco poemas abaixo estão em português antigo.
- Deos
- Saudade
- Insana
- Gonzaga na Africa
- Esperança
- Phalêna
- O espirito das flores
- Luz
- O naufragio da Meduza
- Canto da selvagem
- Devaneios
- Sonho
- Visão
- A' lua
- Presentimento
- A Druidiza
- Escuta-me
- Qual é o meu norte?
- O sabio
- Mathilde
- Melancholia
- Nova aurora
- Desesperança
- Perdão
- Saudade branca
- Echo aos gorgeios
- A uma flor
- Canção
- Tristeza
- Crepusculo
- Flor morta
- Poesia recitada etc.
- Outra
- Meu irmão
- O que sonhas?
- Minha alma
- O estrangeiro
- Outomno
- Illusão
- Scisma
- A' morte de Affonso Marques
- O primeiro poeta
- Anjo
- No dia dos meus annos
- A' liberdade